# Patrick Tolhoek
Pieter Jan "Patrick" Tolhoek (nascido em 26 de junho de 1965) é um ex-ciclista profissional holandês.

## Carreira
Em 1985, Tolhoek venceu a corrida de estrada nacional para as forças armadas. Em 1989 e 1990, Tolhoek competiu no Tour de France. Durante seus primeiros anos como ciclista profissional, ele teve problemas com sua perna esquerda. No final de 1991, Tolhoek teve que parar a sua carreira por causa disso.
Três anos mais tarde, depois de uma operação, ele foi capaz de competir novamente como profissional, desta vez no mountain bike. Em 1998, tornou-se campeão nacional holandês de mountain bike. Em Sydney 2000, Tolhoek representou os Países Baixos na prova de cross-country de mountain bike, mas não conseguiu terminar a sua corrida. No final daquele ano, Tolhoek encerrou a sua carreira.

## Vida pessoal
Seu pai, Ko Tolhoek, também foi um ciclista profissional.